# Список гербів із Бранденбурзьким орлом
У списку гербів із бранденбурзьким орлом показані герби, на яких у щиті розташовується бранденбурзький орел, який також називають асканійським. (Див. також орел).

## Землі

Бранденбург
Мекленбург-Передня Померанія

## Округи

Барнім
Байройт
Даме-Шпревальд
Айхсфельд
Фюрт
Гавелланд
Меркіш-Одерланд
Мюнхберг (1939–1972)
Найла (1939–1972)
Обергавель
Потсдам-Міттельмарк
Зальцведель
Штендаль
Тельтов-Флемінг
Uckermark
Юкер-Рендов

## Міста

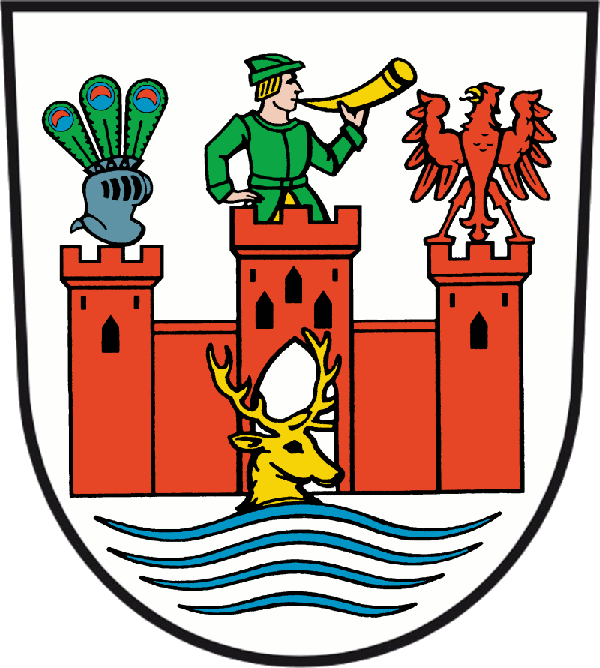
Ангермюнде
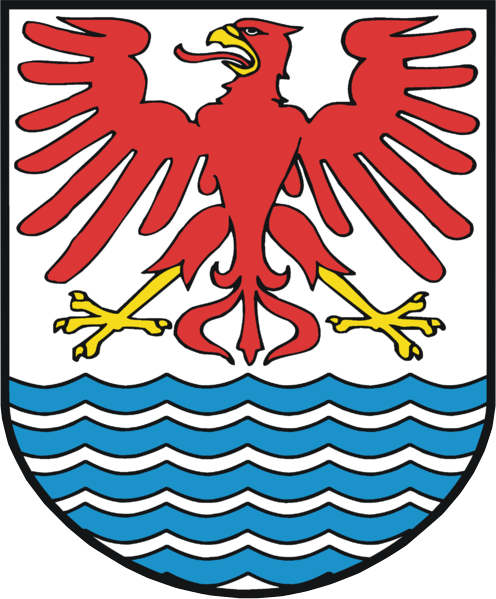
Арендзе
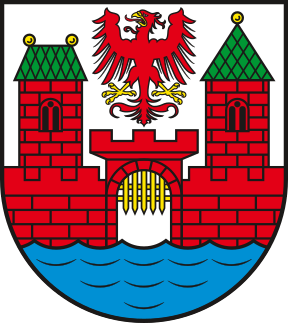
Арнебург
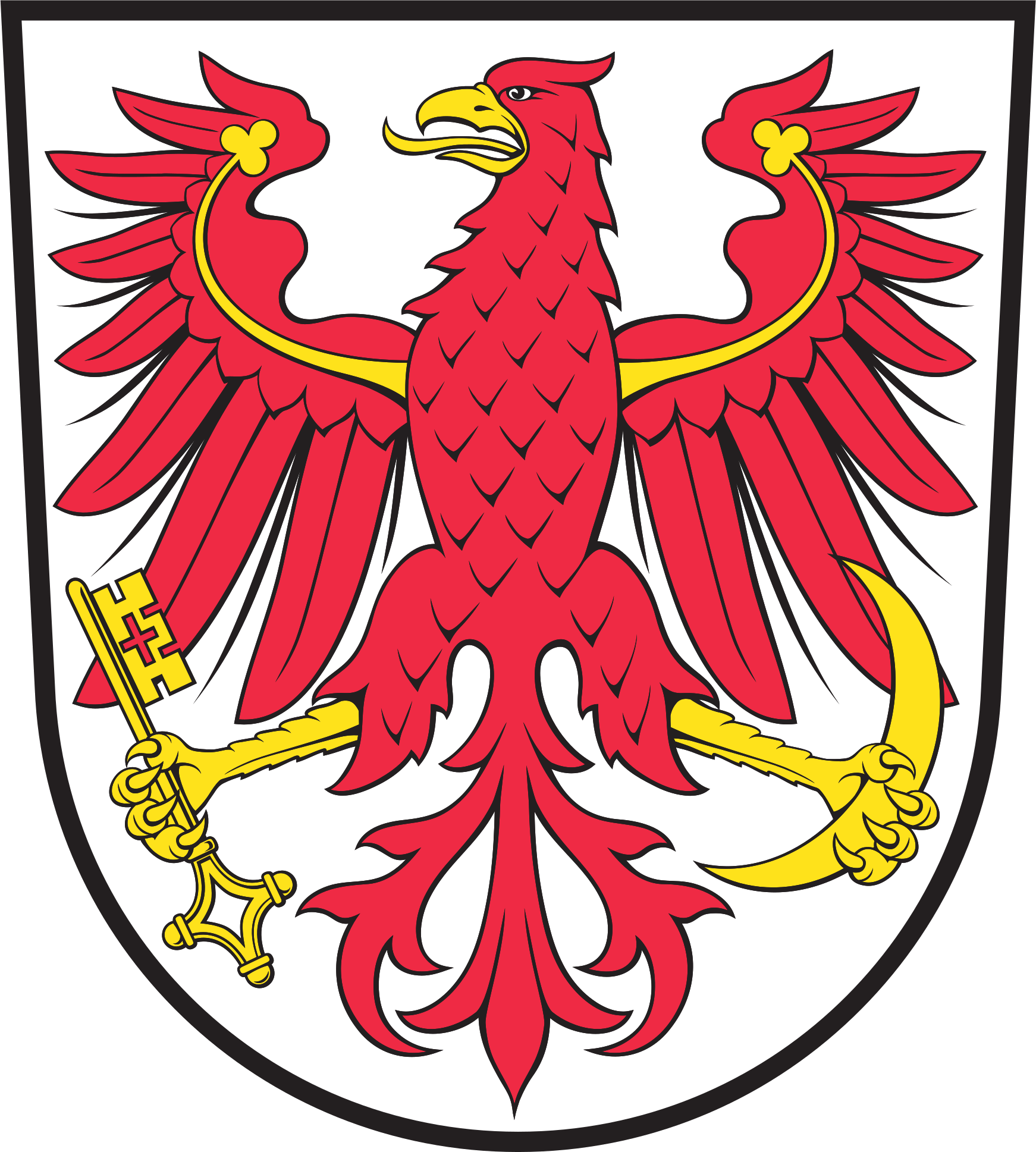
Беліц
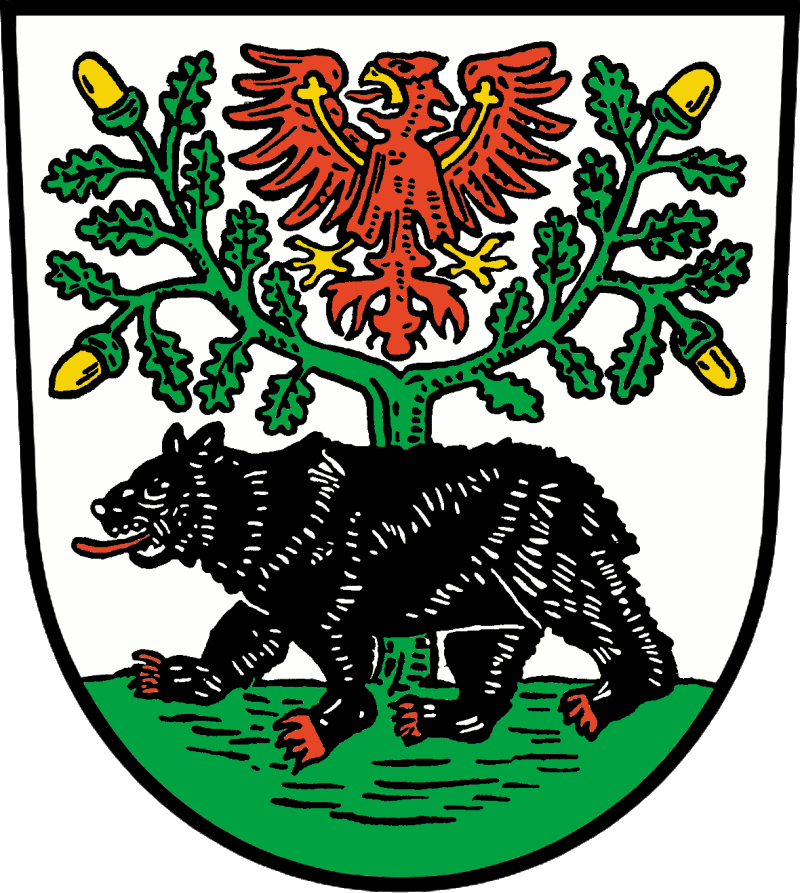
Бернау (Бранденбург)
Бізенталь
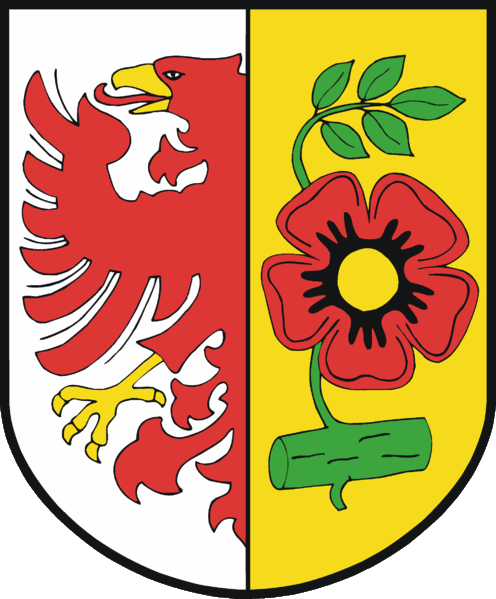
Бісмарк (Альтмарк)
Бранденбург-на-Гафелі
Бург-Штаргард
Еберсвальде
Ерланген
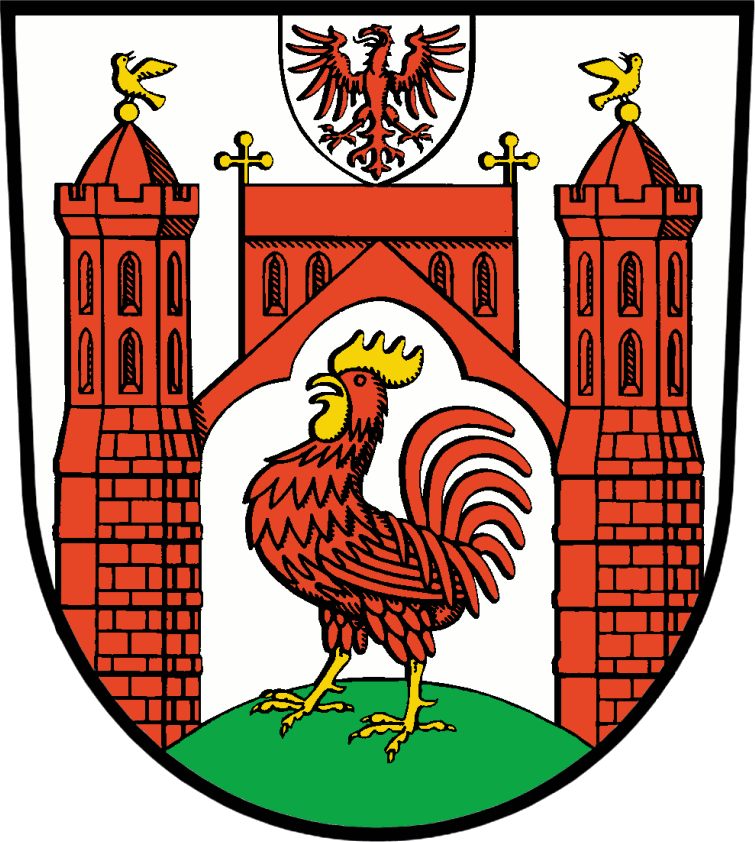
Франкфурт (Одер)
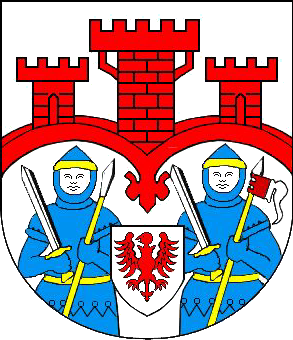
Фрідланд (Мекленбург)
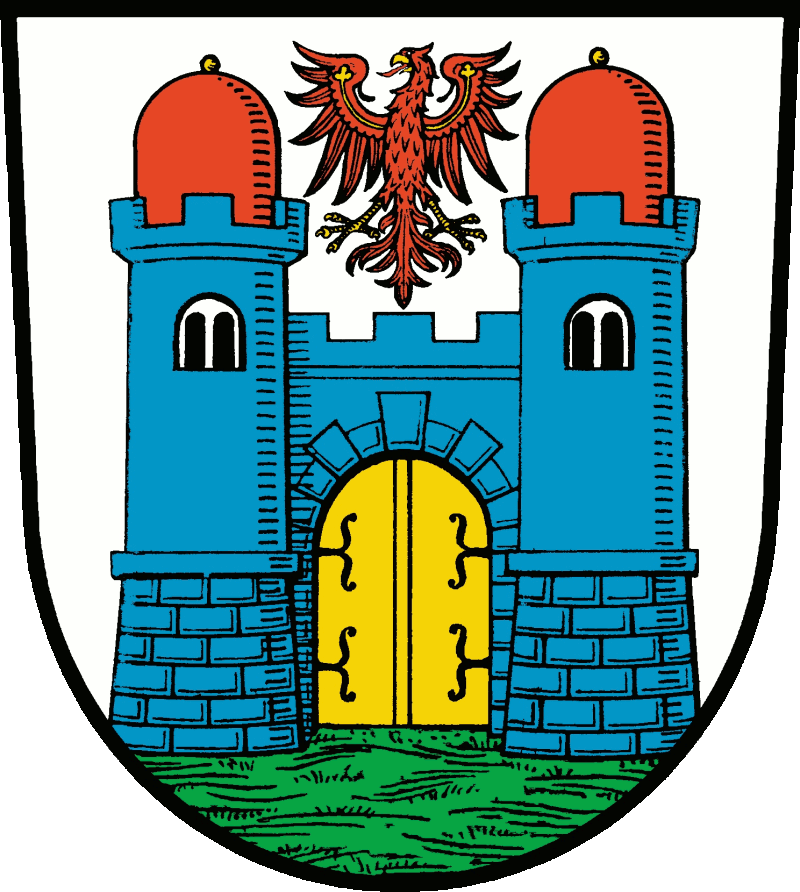
Фрізак
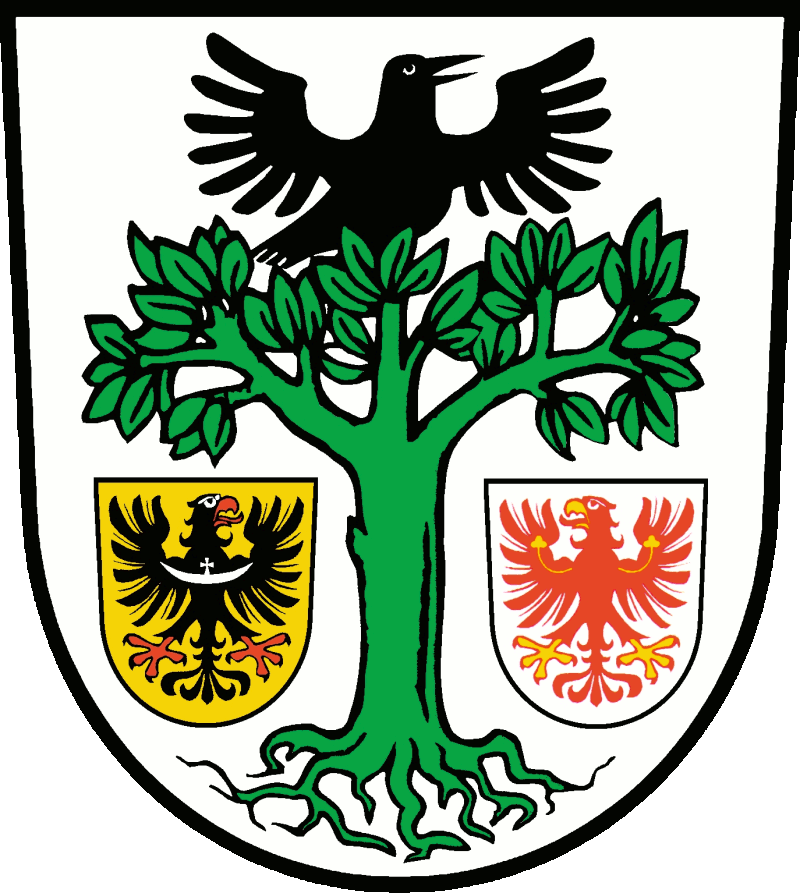
Фюрстенвальде (Шпре)
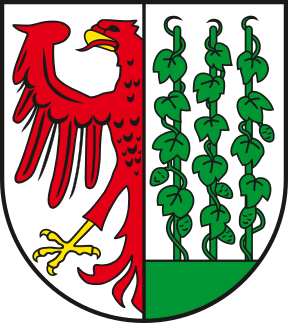
Гарделеген
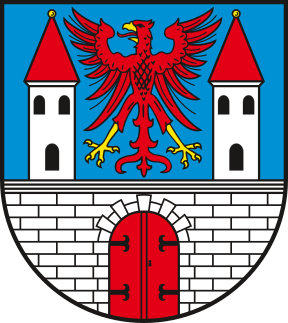
Гавельберг
Гельмбрехтс
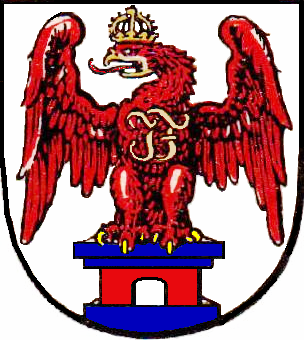
Йоахімсталь (Бранденбург)
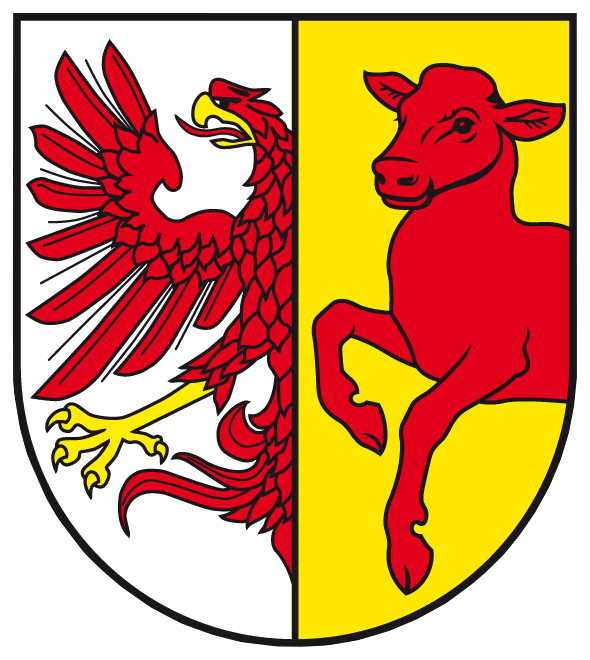
Кальбе (Мільде)
Ленцен
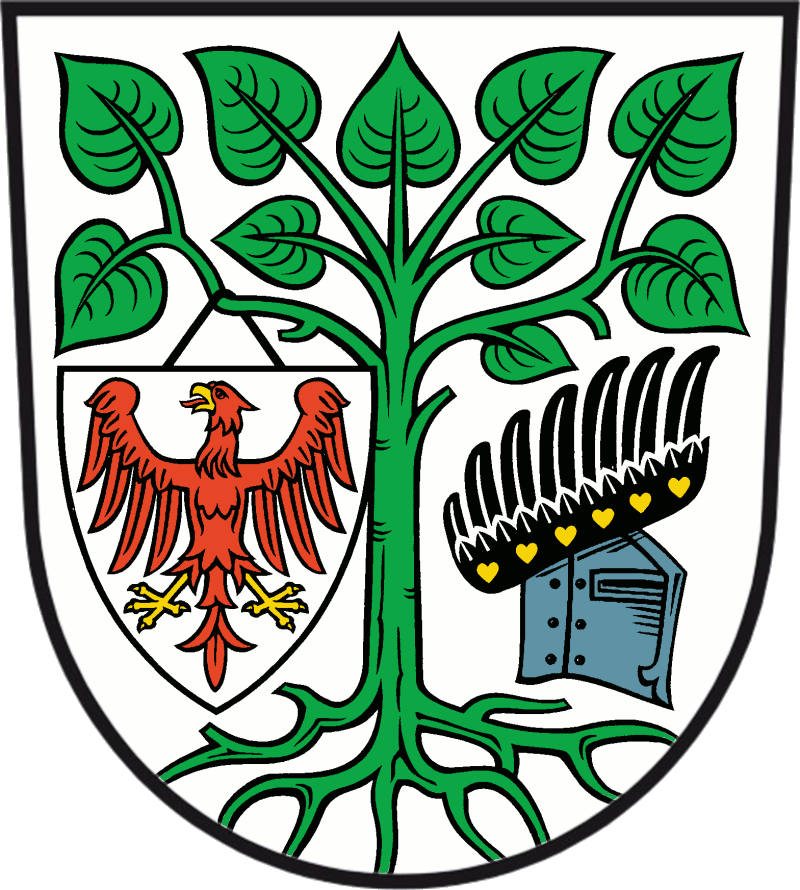
Лібенвальде
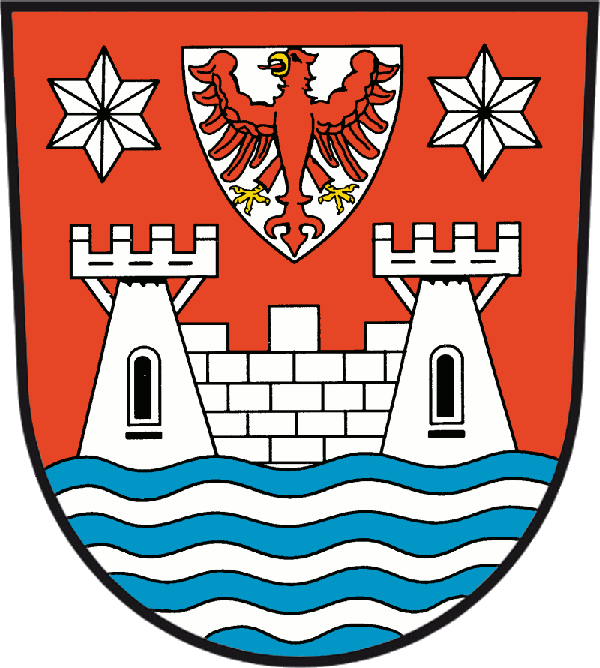
Ліхен
Міттенвальде
Мюльрозе
Мюнхеберг
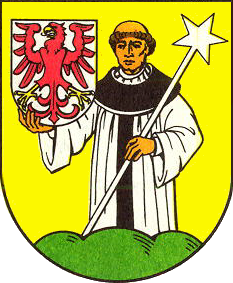
Мюнхеберг до 2004 року
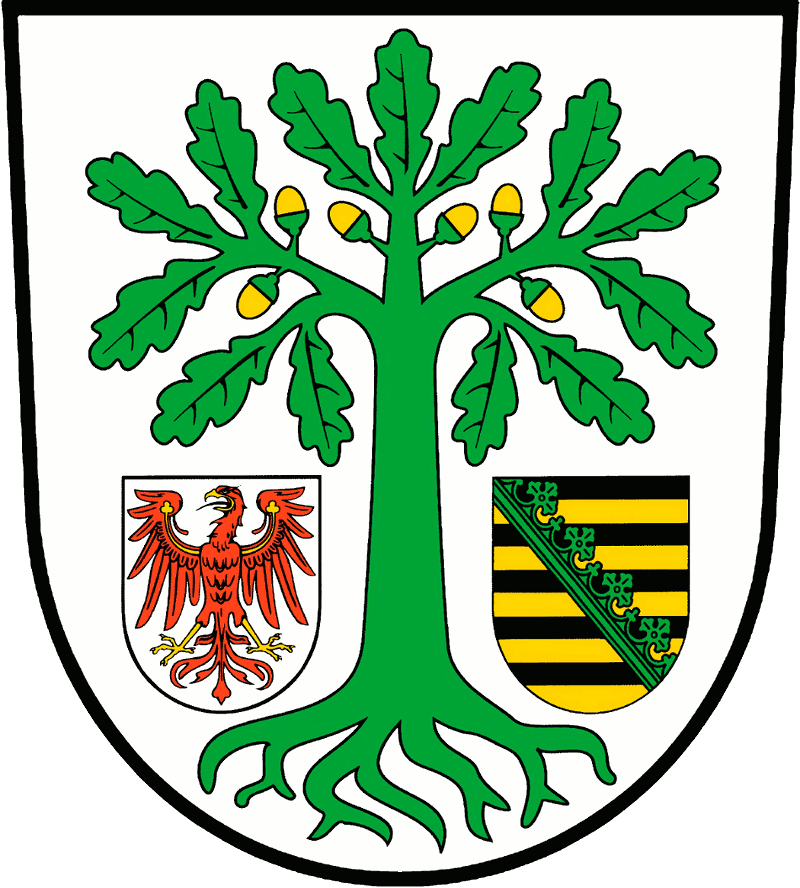
Німегк
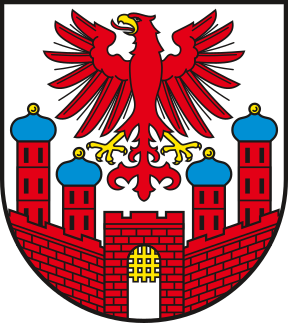
Остербург (Альтмарк)
Пегніц (місто)
Потсдам
Пренцлау
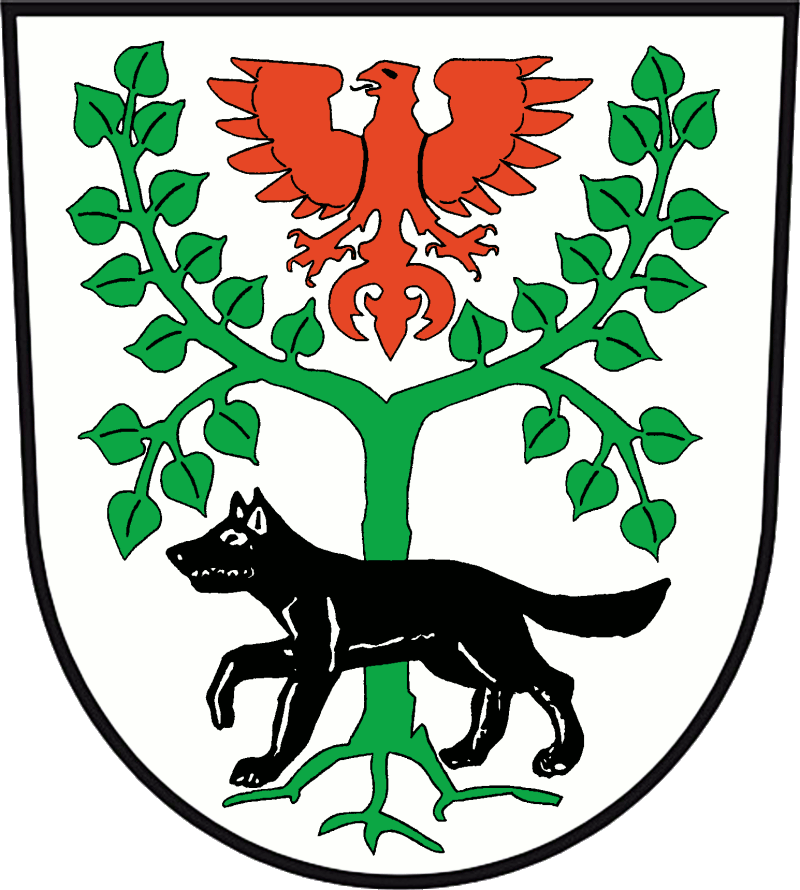
Пріцвальк
Ратенов
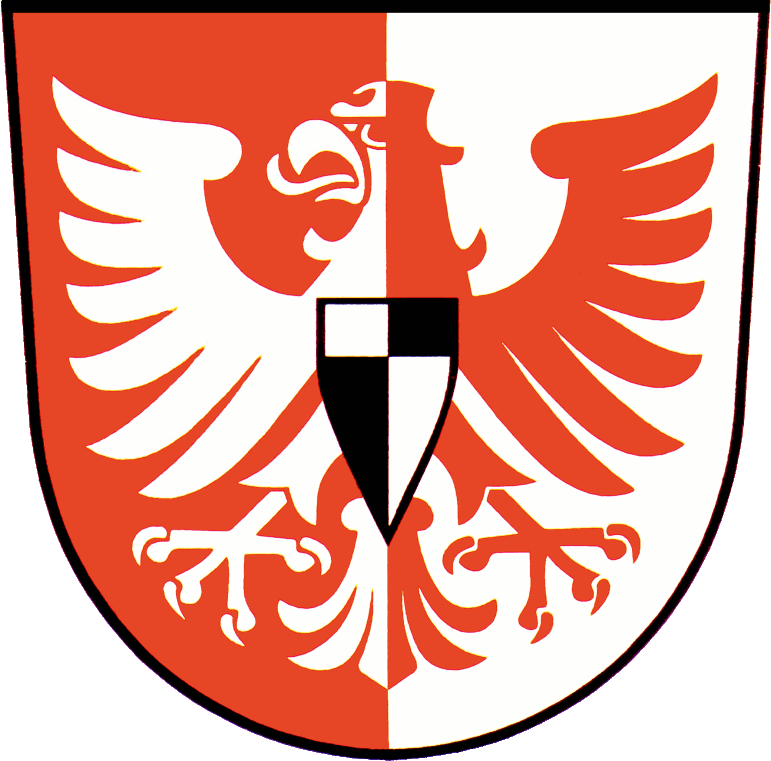
Райнсберг
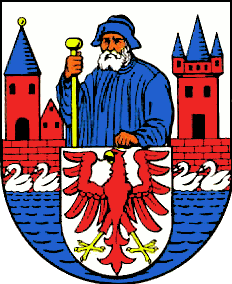
Рінов
Зальцведель
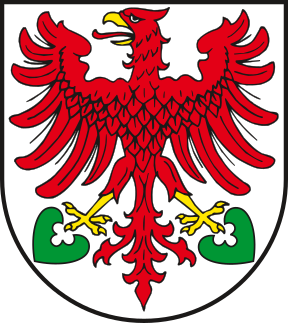
Зехаузен (Альтмарк)
Штендаль
Штрасбург (Німеччина)
Штраусберг
Тангергютте
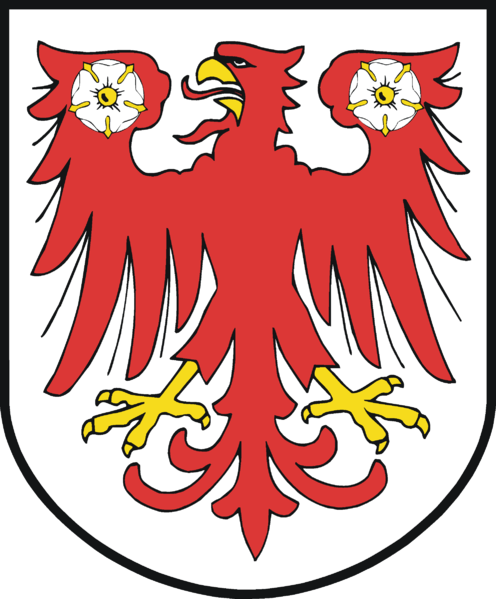
Тангермюнде
Тельтов
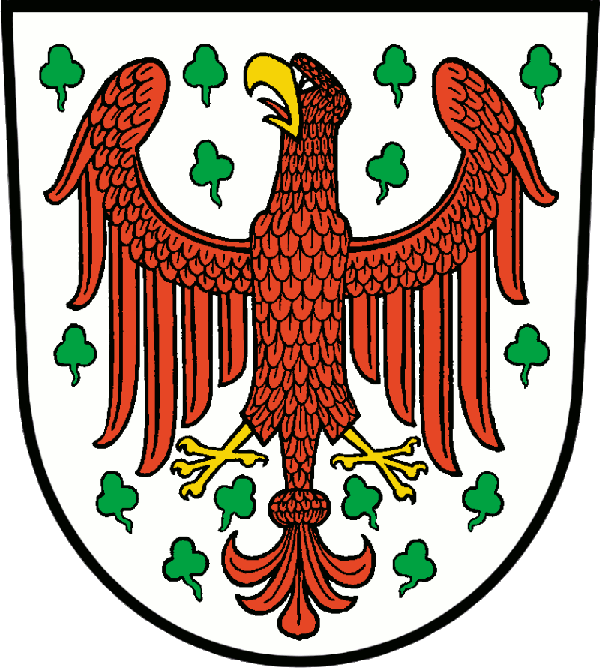
Темплін
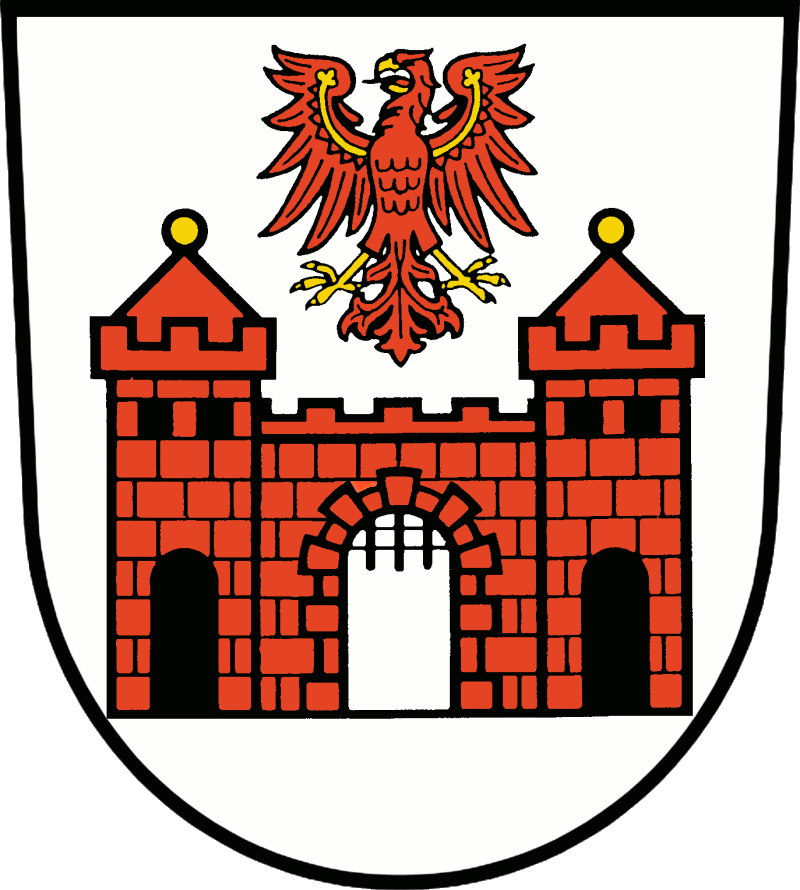
Троєнбрітцен
Вердер (місто)
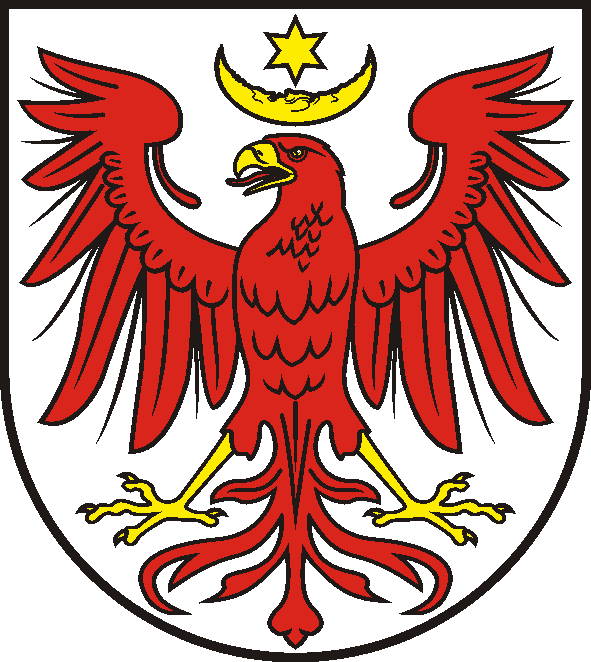
Вербен (Ельбе)
Везенберг (Мекленбург)
Віттенберге
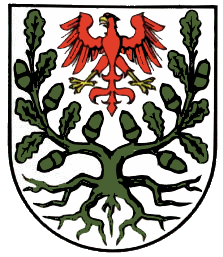
Вольдегк
Вріцен
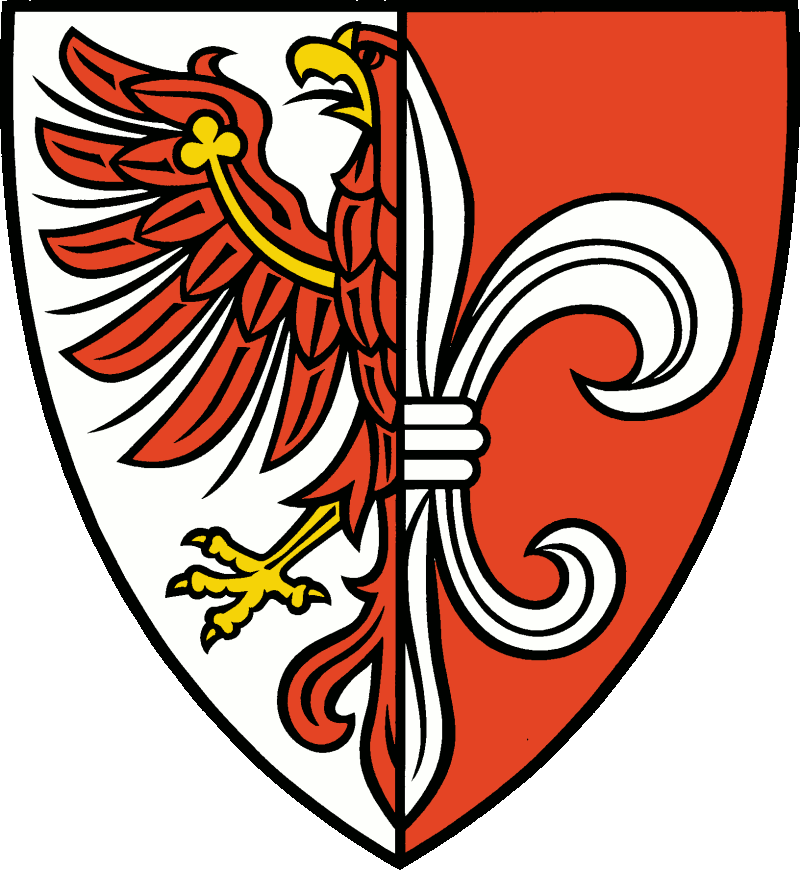
Цеденік

## Муніципалітети

Альтмеркіше-Віше
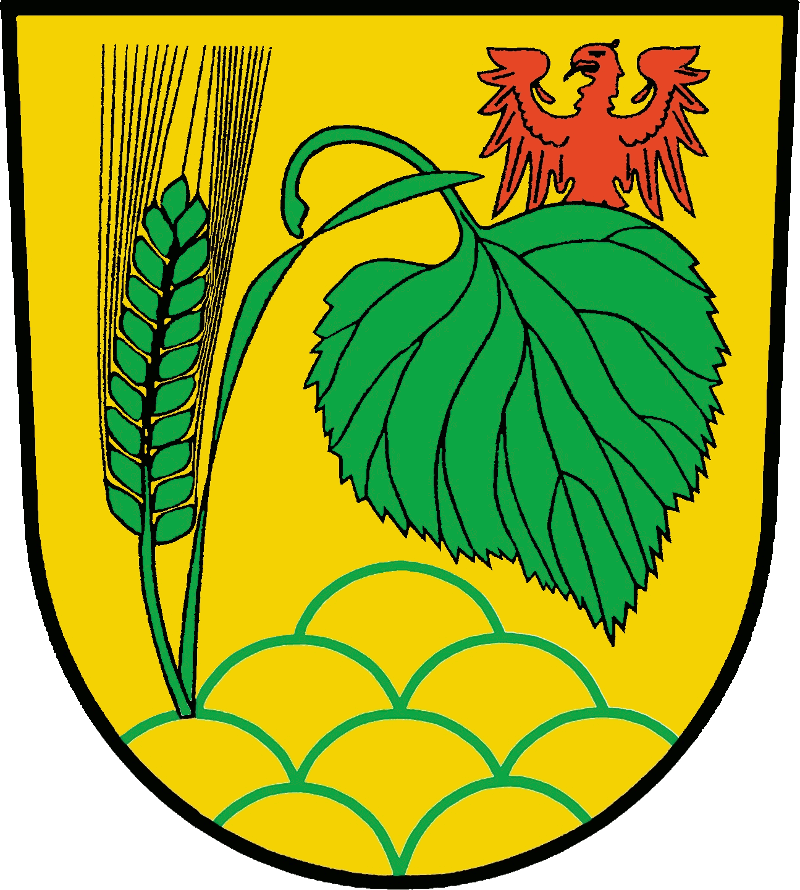
Амт Бізенталь-Барнім
Герольдсгрюн
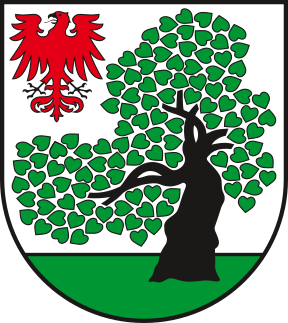
Юбар
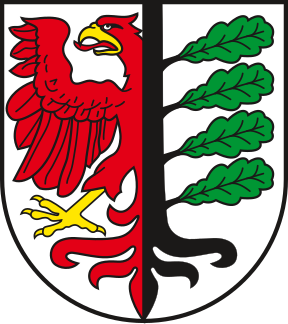
Месдорф
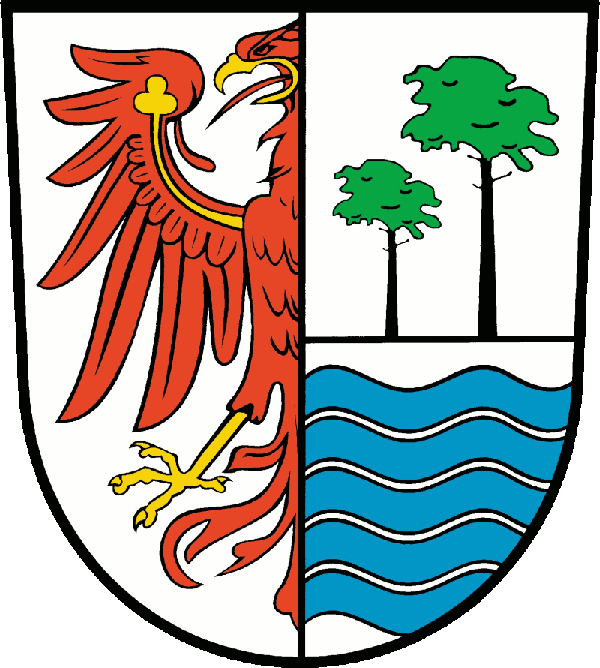
Міхендорф
Мюнхштайнах
Оберкотцау
Поммельсбрунн
Шнабельвайд
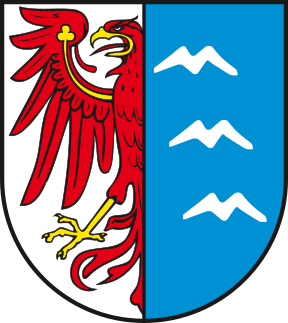
Шоллене
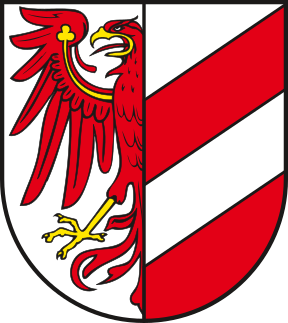
Штансдорф
Требгаст
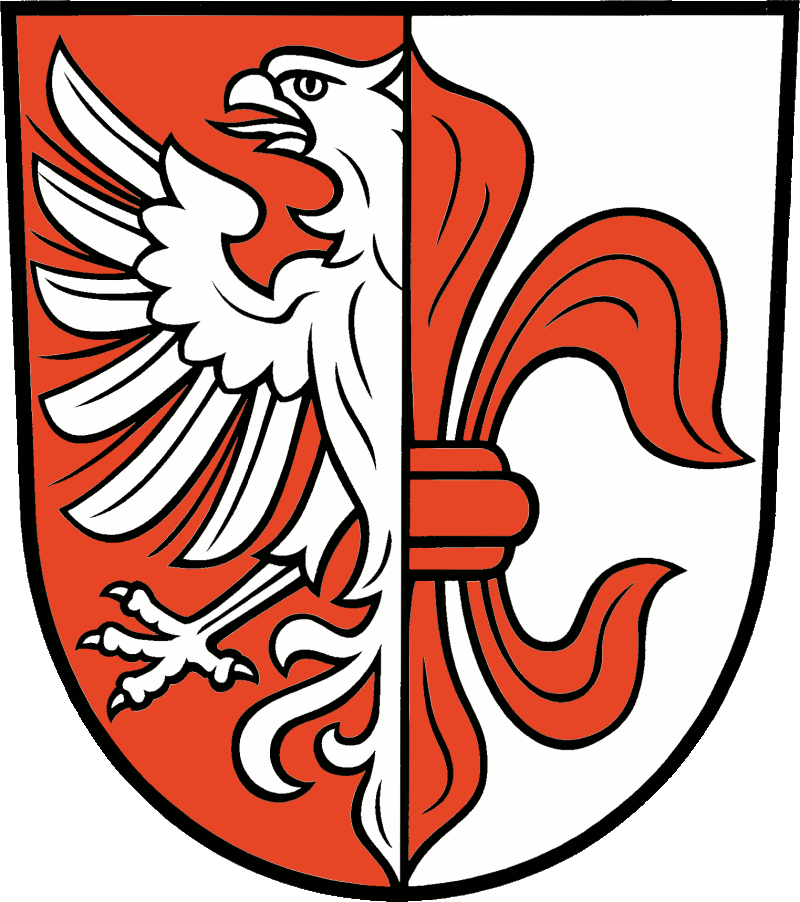
Вустергаузен
Цорнедінг

## Райони Берліна

Нойкельн
Шпандау

## Міста в Польщі

Барлінек
Цединя
Хощно
Дравсько-Поморське
Дрезденко
Ґолдап
Ґожув-Велькопольський
Інсько
Костшин-над-Одрою
Моринь
Мислібуж
Олецько
Осьно-Любуське
Реч
Свідвин
Вондроже-Велике

## Історичні печатки та герби з бранденбурзьким орлом

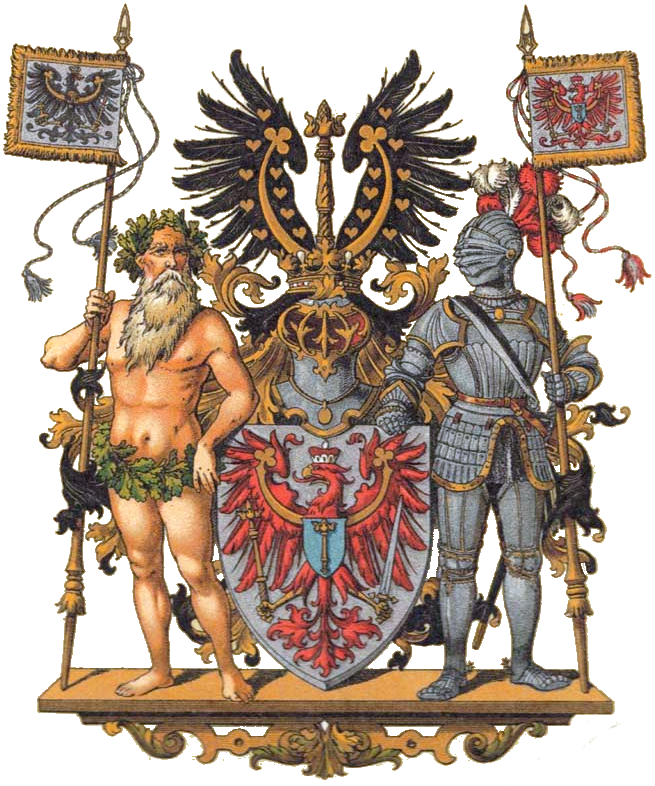
Великий герб Бранденбурга
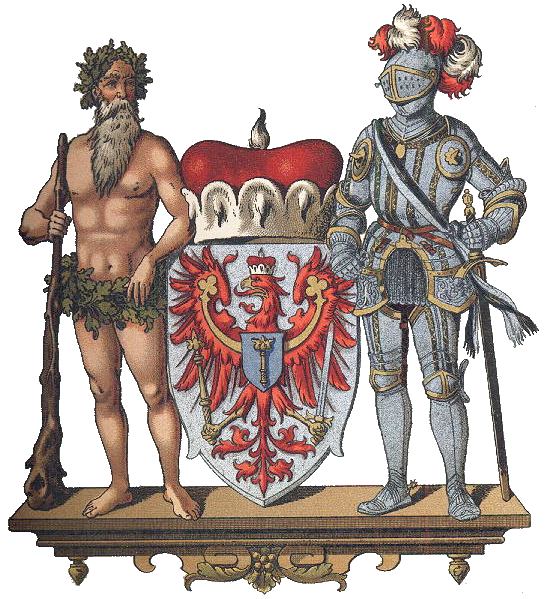
Середній герб Бранденбурга
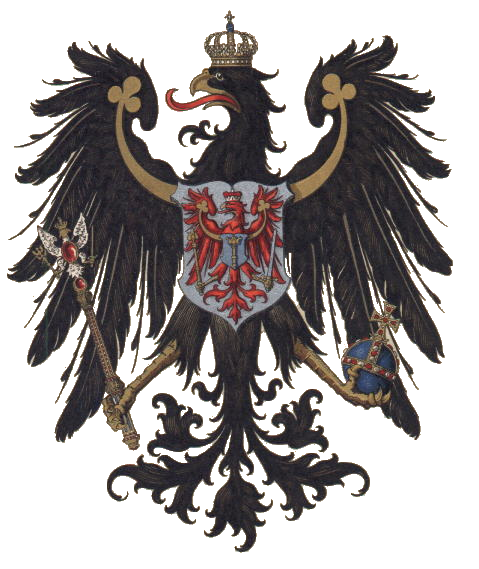
Малий герб Бранденбурга
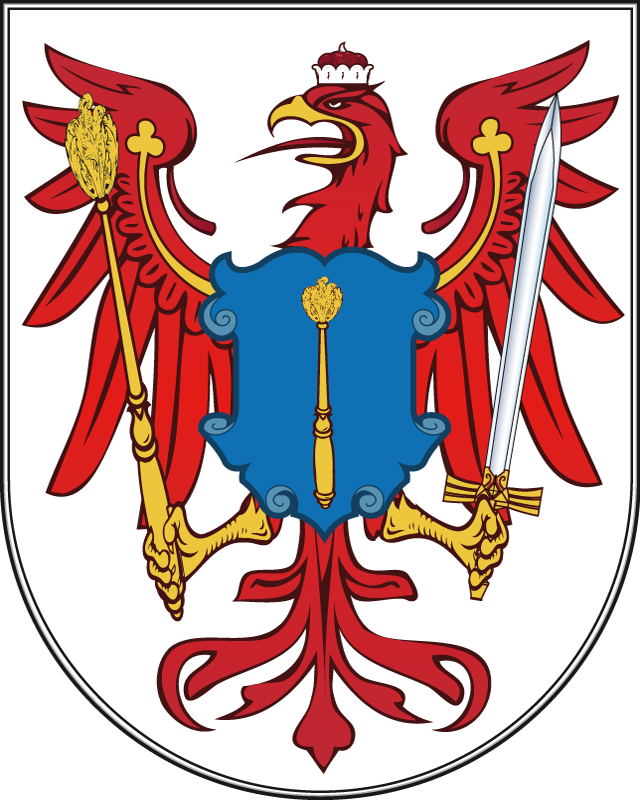
Герб Бранденбурга (лише щит)